# La Calisto
La Calisto és una òpera (dramma per musica) amb música de Francesco Cavalli sobre un llibret de Giovanni Faustini, interpretada per primera vegada el 28 de novembre de 1651 al Teatro Sant'Apollinare de Venècia. La història està basada en el mite de Cal·listo, seguidora d'Àrtemis, segons el conte Ovidi a Les Metamorfosis.
La Calisto possiblement no es tornà a fer fins al 1970 al Festival de Glyndebourne, dirigida per Raymond Leppard.
La música de La Calisto barreja elements de la tradició antiga, on el recitatiu era un element preponderant, i la nova tradició, amb nombres tancats, com per exemple les àries da capo. Així, l'òpera se situa entre Il Giasone, que segueix el format antic, i Xerse, on Cavalli explota el nou sistema. L'obra narra com Júpiter baixa a la terra acompanyat del seu fill, Mercuri, i seduïx transvestit com Diana a Calisto, jove nimfa. Com la mateixa Diana també es passeja pels prats, les situacions còmiques no triguen a presentar-se.
Hi són totes les constants del compositor i molt especialment el seu sentit de l'humor en matèria de sexe: hi ha un Júpiter (baríton) que s'ha de disfressar de Diana caçadora (contratenor) per tal de seduir Calisto que és una mena de Sèmele lèsbica; hi ha una bella nimfa nimfòmana interpretada per un tenor; i un petit sàtir, que hauria de ser una veu blanca.

## Moments més cèlebres
- Acte I: Ardo, sospiro e piango, ària de Diana, soprano.